# 이은수 (아나운서)
이은수(1995년  ~ )은 대한민국의 기자이다.

## 학력
- 숙명여자대학교 교육학부 학사

## 경력
- 2023년 G1방송 취재부 기자
- 2022년 TJB 대전방송 아나운서
- MBC 리포터